# Nicavisión
Nicavisión (conocido como Canal 12), es un canal de televisión abierta nicaragüense, propiedad de Nicavisión S.A. Fue lanzado en 1993, su indicativo de señal es YNLG-TV y transmite por el canal 12 de la banda VHF de Managua con un transmisor de 30 mil wats de potencia, para todo el país. Su programación es generalista, pues está compuesta de series, películas, dibujos animados, deportes y el noticiero Noticias 12.

## Programación

### Informativos
- Noticias 12

### Revistas
- Buenos Días Nicaragua
- Esta Semana
- Esta Noche
- Danilo Lacayo En Vivo
- En La Zona
- Las 12 Principales
- Magic 102.7 FM En Concierto
- Synkro

### Programas variados
- Despertando con Stalin
- Sonriele a Jesús
- Chat ciudadano

### Programación actual
- Mona la vampira (CINAR)
- La familia genio (Fundación Japón)
- La Pequeña Lulú (CINAR)

### Ciclos de cine
- Cine Estelar
- Cine de la Tarde
- Cinema 12
- Cine Latino

## Censuras
A inicios del 2019, por amenazas de Telcor, el canal tuvo que sacar del aire al programa Esta Noche, Esta Semana y Danilo Lacayo En Vivo, el cual los primeros dos, su director Carlos Fernando Chamorro denunció que le fueron robados sus equipos y tomadas sus instalaciones en el cual producían los programas por parte de la policía por el simple hecho de informar.
Danilo Lacayo, jefe de prensa del canal y presentador del programa de su nombre, también tuvo que salir del país por amenazas de simpatizantes del estado nicaragüense.